# Pachyelasma tessmannii
Pachyelasma es un género monotípico de plantas fanerógamas perteneciente a la familia Fabaceae. Su única especie, Pachyelasma tessmannii, es originaria de África.

## Descripción
Es un árbol que alcanza un tamaño de 60 m de altura; con tronco recto, cilíndrico, a veces deformado de 2,5 m de diámetro, con bien desarrollados contrafuertes; la copa extendida, como un paraguas; las hojas de 35-38,5 cm de largo; la fruta leñosa de 15-37 x 2-2,5 cm, de espesor (3,5-4 cm), con 4-ángulos.

## Ecología
Se encuentra en la selva tropical perennifolia. Las flores y la madera tienen un olor muy desagradable que lo lleva a una distancia de hasta 300 m. La corteza y los frutos son utilizados como venenos para peces.Es uno de los árboles más grandes y majestuosos de la selva tropical congoleña.

## Taxonomía
Pachyelasma tessmannii fue descrita por (Harms) Harms y publicado en Botanische Jahrbücher für Systematik, Pflanzengeschichte und Pflanzengeographie 49: 430. 1913.